# Münchner Philharmoniker
I Münchner Philharmoniker (letteralmente Filarmonici di Monaco) sono l'orchestra della città di Monaco di Baviera, con sede nel centro culturale Gasteig.

## Storia
La fondazione dell'orchestra risale al 1893, dall'iniziativa privata di Franz Kaim, figlio di un costruttore di pianoforti. Da allora l'orchestra ha sempre fatto parte della vita culturale della città sotto la direzione di rinomati direttori d'orchestra.
Nei primi anni di attività, inizialmente sotto il nome di "Kaim-Orchester", direttori come Hans Winderstein, Hermann Zumpe e Ferdinand Löwe (allievo di Bruckner) hanno garantito un alto livello tecnico delle esecuzioni ed un entusiastico supporto agli artisti contemporanei. Oltre a questo, il loro concetto artistico includeva gli sforzi per strutturare programmi e prezzi che rendessero possibile l'accesso ai concerti a tutti i livelli sociali. Nel 1895 l'orchestra stabilì la sua sede nella "Tonhalle", dove rimase fino al temporaneo scioglimento avvenuto in seguito al bombardamento della sede, nel 1944. Felix Weingartner, che diresse l'orchestra dal 1898 al 1905, ne accrebbe la reputazione internazionale, con diverse tournée in altri paesi.
Gustav Mahler ha diretto l'orchestra nel 1897, nel 1901 e nel 1910, eseguendo nel 1901 la sua quarta e nel 1910 la sua ottava sinfonia, ambedue in prima esecuzione mondiale. Nel Novembre del 1911 l'orchestra, che in quel momento si chiamava "Konzertvereins-Orchester" eseguì la prima mondiale del “Das Lied von der Erde” di Mahler sotto la direzione di Bruno Walter, solo sei mesi dopo che il compositore era morto a Vienna. Nel 1906 fu diretta da Wilhelm Furtwängler.
Dal 1908 al 1914 la direzione tornò a Ferdinand Löwe. Come continuazione di una trionfale apparizione a Vienna, con l'esecuzione della quinta sinfonia di Bruckner il 1 marzo 1898, Löwe diresse il primo grande ciclo di concerti dedicato a questo autore, fondando la tradizione "Bruckneriana" dell'orchestra, che è continuata ininterrotta fino ai nostri giorni.
Durante la prima guerra mondiale l'attività dell'orchestra venne sospesa a causa della mancanza di musicisti, richiamati alle armi, e dopo la guerra l'orchestra passò all'amministrazione comunale di Monaco, ricominciando l'attività sotto la guida del compositore Hans Pfitzner che fu presto sostituito dal pioniere bruckneriano Siegmund von Hausegger, che guidò l'orchestra come suo General Musik Direktor (GMD ovvero Direttore Musicale Generale) dal 1920 al 1938. Sotto la sua guida si ebbero le prime esecuzioni mondiali di altre due sinfonie di Bruckner nella loro versione originale e l'orchestra, nel 1928, vide cambiare in maniera definitiva il suo nome in Münchner Philharmoniker.
Dal 1938 all'estate del 1944 l'orchestra fu guidata dal direttore austriaco Oswald Kabasta, che continuò la tradizione bruckneriana e dimostrò la già alta qualità dell'orchestra con un numero considerevole di tournée in Germania e all'estero.
Proprio in questo periodo e sotto la direzione di questo maestro l'orchestra attraversò uno dei periodi storici più bui della sua storia: Kabasta fu un sostenitore del regime nazista e dal 1939 l'orchestra venne denominata "Orchester der Hauptstadt der Bewegung" cioè "Orchestra della capitale del movimento" dove la capitale del movimento era Monaco di Baviera e come movimento si intendeva il Partito Nazional Socialista (Nazista) di Hitler. Nonostante il Partito Nazista avesse una sua orchestra, la Nationalsozialistische Sinfonie Orchester, diretta dall'attivista Franz Adam, i Münchner Philharmoniker parteciparono alle attività divulgative e di rappresentanza del partito nazista. Hitler in persona non mostrò mai un grande attaccamento all'orchestra, avendo invece un occhio di riguardo verso il Teatro dell'Opera della Baviera, che si trovò a dover rappresentare alcune opere alla presenza esclusiva del Führer.
Il primo concerto dopo la seconda guerra mondiale fu diretto da Eugen Jochum con l'Ouverture del "Sogno di una notte di mezz'estate" di Felix Mendelssohn Bartholdy, da Shakespeare. Questa musica era stata oggetto di ostracismo durante l'era nazista. Nell'autunno del 1945 l'orchestra trovò in Hans Rosbaud un grande leader, appassionato difensore della musica moderna. Il suo successore, dal 1949 al 1966, fu Fritz Rieger. Durante l'era di Rudolf Kempe, che la diresse dal 1967 fino alla sua morte nel 1976, l'orchestra intraprese la sua prima tournée in Giappone e nell'ex Unione Sovietica.
Nel febbraio del 1979 Sergiu Celibidache diresse il suo primo ciclo di concerti e nel giugno dello stesso anno fu nominato General Musik Direktor. Le tournée portarono lui e l'orchestra in tutta europa, come anche in Sud America e Asia. I leggendari concerti bruckneriani diedero il contributo maggiore alla notorietà internazionale dell'orchestra e durante l'era di Celibidache questa fu più volte invitata ad accompagnare il Governo Federale o il Presidente Federale come ambasciatore musicale.
In seguito alla distruzione della sua sede, la cosiddetta "Tonhalle" nella Türkenstrasse, avvenuta durante la seconda guerra mondiale, l'orchestra ha passato oltre quarant'anni nella Herkulessaal, la sala da concerto all'interno della Residenza di Monaco di Baviera. Nel 1985 ha acquisito nuovamente una sua sala da concerto, la "Philharmonie" al Gasteig, il centro culturale della città di Monaco di Baviera.
Dal settembre 1999 al luglio 2004 il direttore musicale è stato l'americano James Levine. Con lui l'orchestra ha fatto molte trasferte: dopo una grande tournée in Europa nell'inverno del 2000 ha avuto la sua apparizione come ospite nel febbraio 2002 alla Carnegie Hall di New York, mentre nell'estate del 2002 il concerto ai Proms di Londra della BBC. Nella primavera del 2003 l'orchestra è stata premiata per la "Migliore programmazione di concerti della stagione 2002/2003" dall'Associazione Tedesca degli Editori Musicali.
Sin dalla stagione 2001/2002, sotto il titolo “Spielfeld Klassik” l'orchestra ha sviluppato un intenso programma per bambini e adolescenti, con concerti di musica da camera a loro dedicati, concerti per le scuole e per giovani, workshop, ascolto delle prove, visite delle scuole ai musicisti dell'orchestra, presentazioni degli strumenti e anche abbonamenti per scuole e studenti delle superiori. In questo modo i giovani hanno un grande numero di occasioni per essere coinvolti nel mondo della musica classica e nel lavoro di una grande orchestra sinfonica. Durante la stagione 2004/2005 sono stati oltre 25000 i bambini e gli adolescenti che hanno preso parte a circa 160 eventi.
Nel gennaio del 2004 i Münchner Philharmoniker hanno nominato Zubin Mehta come loro primo "Direttore Onorario" nella storia dell'orchestra.
Nel maggio del 2003 Christian Thielemann ha firmato un contratto come General Musik Direktor e la sua amministrazione è cominciata nel settembre 2004. Il 29 ottobre dello stesso anno ha diretto il suo concerto inaugurale con la quinta sinfonia di Bruckner. Nella stagione 2012/2013 Lorin Maazel ha assunto il posto di Direttore Musicale dell'orchestra, puntando il suo lavoro all'espansione del repertorio e a rendere più flessibile il suono dell'orchestra.
Dalla stagione 2015/2016 il DIrettore Musicale dell'Orchestra è il russo Valery Gergiev. Con lui è stato realizzato un progetto senza precedenti a Monaco: l'esecuzione di tutte e quindici le sinfonie di Šostakovič insieme all'orchestra del Teatro Mariinsky nella stagione 2011/12. Questo tipo di cooperazione è continuata con un ciclo di composizioni di Stravinskij nella stagione 2013/14.

## Direttori stabili
- Hans Winderstein (1893-1895)
- Hermann Zumpe (1895-1897)
- Ferdinand Löwe (1897-1898)
- Felix Weingartner (1898-1905)
- Georg Schnéevoigt (1905-1908)
- Ferdinand Löwe (1908-1914)
- Hans Pfitzner (1919-1920)
- Siegmund von Hausegger (1920-1938)
- Oswald Kabasta (1938-1944)
- Hans Rosbaud (1945-1948)
- Fritz Rieger (1949-1966)
- Rudolf Kempe (1967-1976)
- Sergiu Celibidache (1979-1996)
- James Levine (1999-2004)
- Christian Thielemann (2004-2011)
- Lorin Maazel (2012-2014)
- Valery Gergiev (2015-2022)